# Martina Kohlová
Martina Kohlová (Bratislava, 16 de noviembre de 1984) es una deportista eslovaca que compitió en piragüismo en la modalidad de aguas tranquilas. Ganó tres medallas en el Campeonato Mundial de Piragüismo entre los años 2007 y 2010, y seis medallas en el Campeonato Europeo de Piragüismo entre los años 2005 y 2010.

## Palmarés internacional
| Campeonato Mundial | Campeonato Mundial     | Campeonato Mundial | Campeonato Mundial |
| Año                | Lugar                  | Medalla            | Competición        |
| ------------------ | ---------------------- | ------------------ | ------------------ |
| 2007               | Duisburgo (Alemania)   | Medalla de plata   | K2 200 m           |
| 2009               | Dartmouth (Canadá)     | Medalla de bronce  | K2 200 m           |
| 2010               | Poznań (Polonia)       | Medalla de bronce  | K2 200 m           |
| Campeonato Europeo |                        |                    |                    |
| Año                | Lugar                  | Medalla            | Competición        |
| 2005               | Poznań (Polonia)       | Medalla de plata   | K2 200 m           |
| 2007               | Pontevedra (España)    | Medalla de plata   | K2 200 m           |
| 2008               | Milán (Italia)         | Medalla de oro     | K2 200 m           |
| 2009               | Brandeburgo (Alemania) | Medalla de plata   | K2 500 m           |
| 2009               | Brandeburgo (Alemania) | Medalla de bronce  | K2 200 m           |
| 2010               | Corvera (España)       | Medalla de plata   | K2 200 m           |